# Supercopa SEAT León

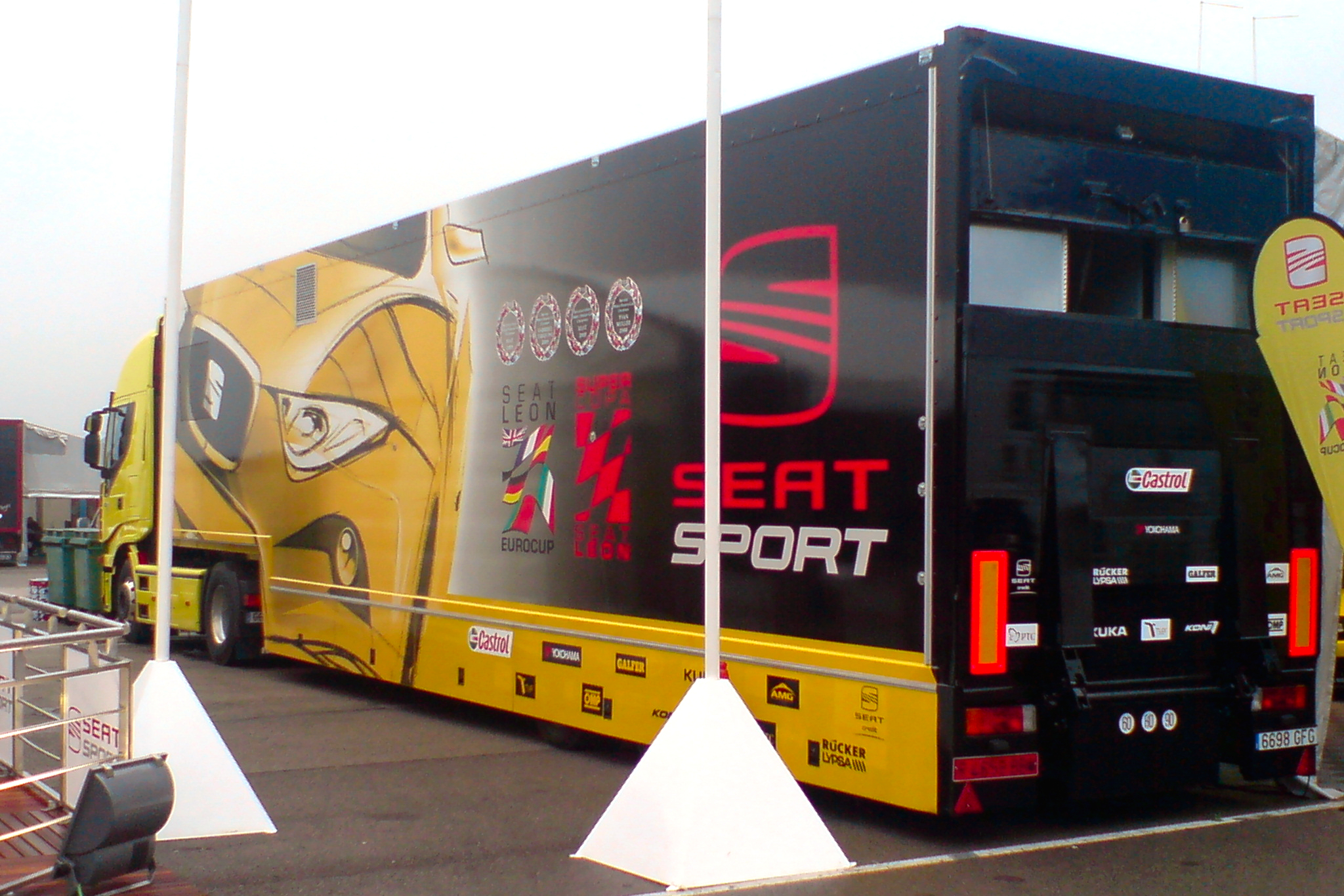
Camión de SEAT Sport con los logos de la Supercopa y de la Eurocopa (2010)

La Supercopa SEAT León fue un campeonato monomarca de turismos disputado a lo largo de diferentes países entre 2002 y 2013 con el modelo de coche SEAT León MK1 Supercopa SE340 como protagonista hasta 2005 y el SEAT León MK2 Supercopa SE350 a partir de 2006. Estuvo organizada por SEAT Sport.

## España

### Historia

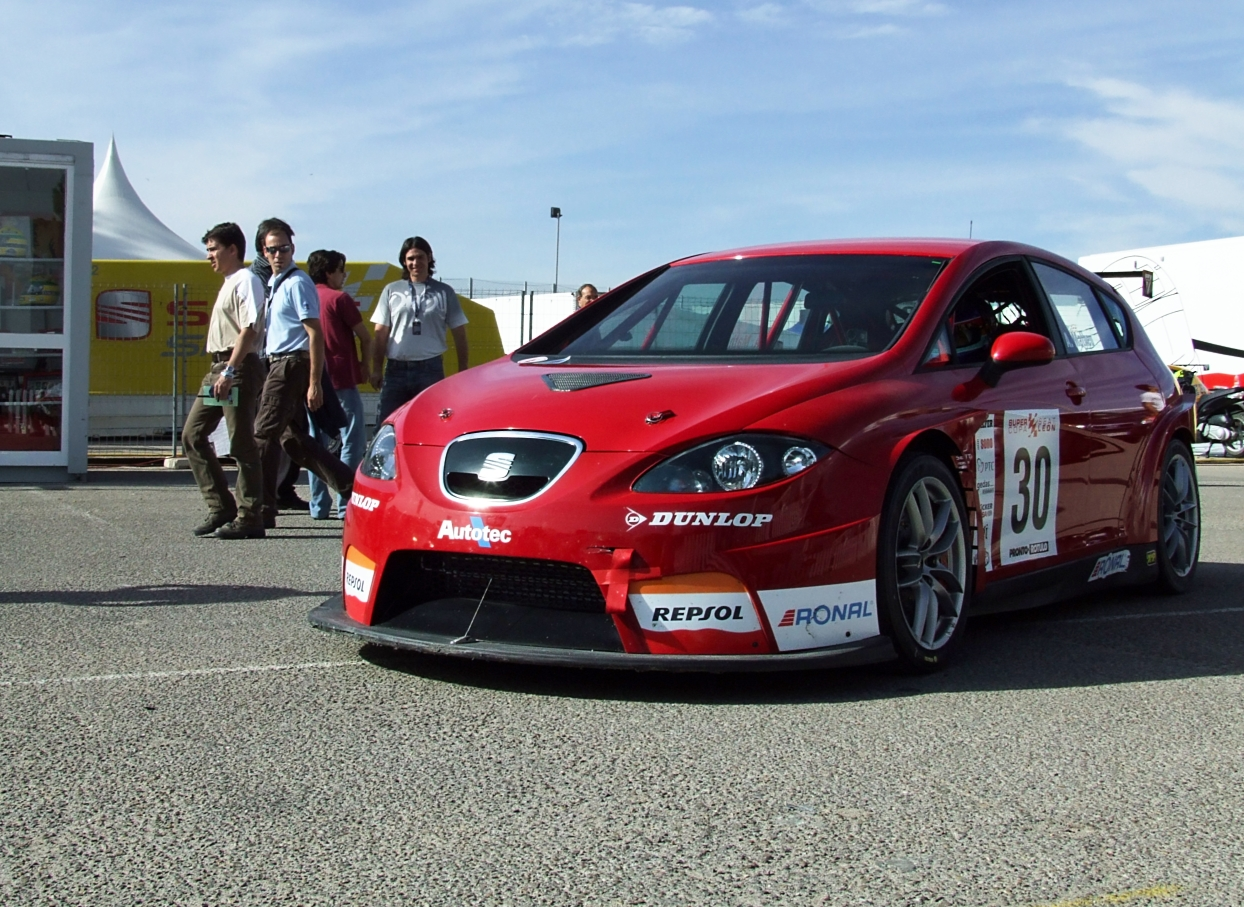
Coche de la Supercopa 2006 en el Circuito del Jarama

Tras el vacío dejado por el Campeonato de España de Turismos a partir de 1997, los mejores pilotos nacionales de circuitos de refugiaron en el Campeonato de España de GT a partir de 1999. Con la creación de la Supercopa SEAT León española en 2002 con el objetivo de SEAT Sport de empezar a potenciar su departamento de competición en circuitos a nivel europeo, esta copa monomarca se posicionó como el mejor escaparate nacional de turismos para los mejores pilotos de aquel momento. Los 250 caballos de potencia, los 1000kg de peso y las grandes y generosas primas de la marca para sus participantes invitaron a ello. En 2004 por ejemplo, se otorgaban 12.000€ en concepto de ayuda a los compradores de coches nuevos, el vencedor de cada carrera recibía un premio de 3.300 euros, y el segundo 2.800 para ir disminuyendo hasta los 300 de los dos últimos clasificados; con premios de final de temporada de 30.000, 20.000 y 15.000 euros para los tres primeros de la general.
En el marco del Gran Premio de España de 2002 se dio por empezada esta copa con una ronda inaugural no puntuable llamada Challenge SEAT León. En la primera temporada se produjo un gran duelo entre tres pilotos: el andorrano Joan Vinyes que a la postre se proclamó como primer campeón, Alfredo Mostajo y Luis Miguel Reyes, quien fue el dominador de la segunda edición por delante del valenciano Lucas Guerrero. En 2004 el catalán Marc Carol vencía la primera de sus tres supercopas, ya que también vencería en las dos últimas ediciones (2009 y 2010). Marc tuvo que pelear el título con el británico Matt Johnsson, uno de los primeros pilotos europeos que se marcó como objetivo vencer la copa española, logro que sólo conseguiría el experimentado Tom Boardman en 2008. En 2005 y 2006 Òscar Nogués ganaba la Supercopa, se proclamaría subcampeón en 2007 por detrás de José Manuel Pérez-Aicart y sin calmar su sed de victorias también se proclamaría vencedor en 2008 de la primera edición europea. En ese 2006 se había introducido en las copas española y alemana la nueva generación del SEAT León. 
A partir de 2008 impactaba con fuerza la crisis económica en España, SEAT Sport redujo paulatinamente sus presupuestos para la Supercopa, así como Repsol (patrocinador principal del campeonato desde sus inicios) también reducía sus apoyos. Parte de los coches participantes fueron migrando a la Copa de España de Resistencia y sin el apoyo de SEAT en 2011 tras cerrar su programa, GT Sport Organización se ofreció a llevar el campeonato bajo la nomenclatura de Supercopa SEAT Pro Car, pero esto no tendría éxito y la Supercopa española desapareció de los circuitos.

### Ficha técnica (2002)

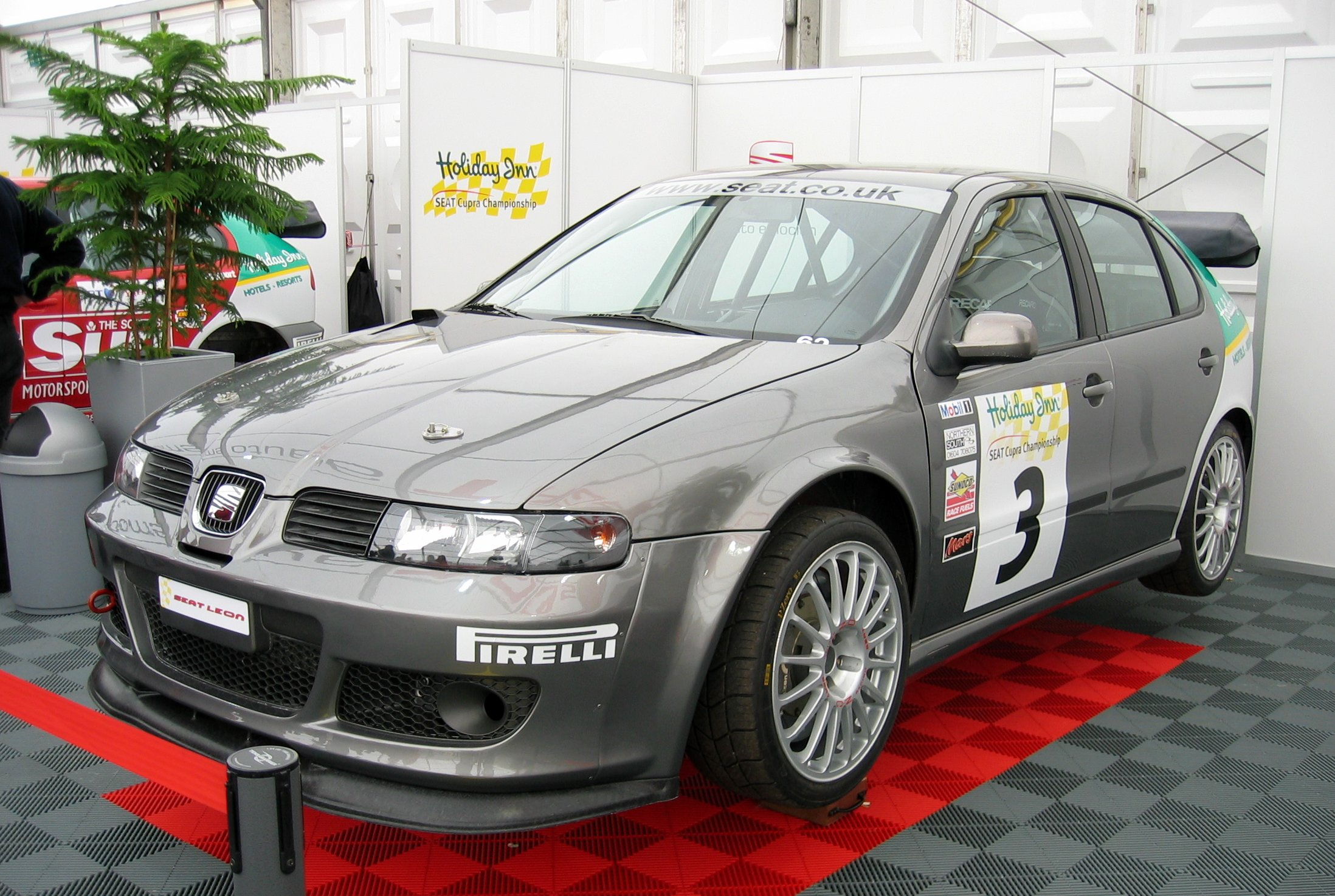
El modelo original (Mk1).

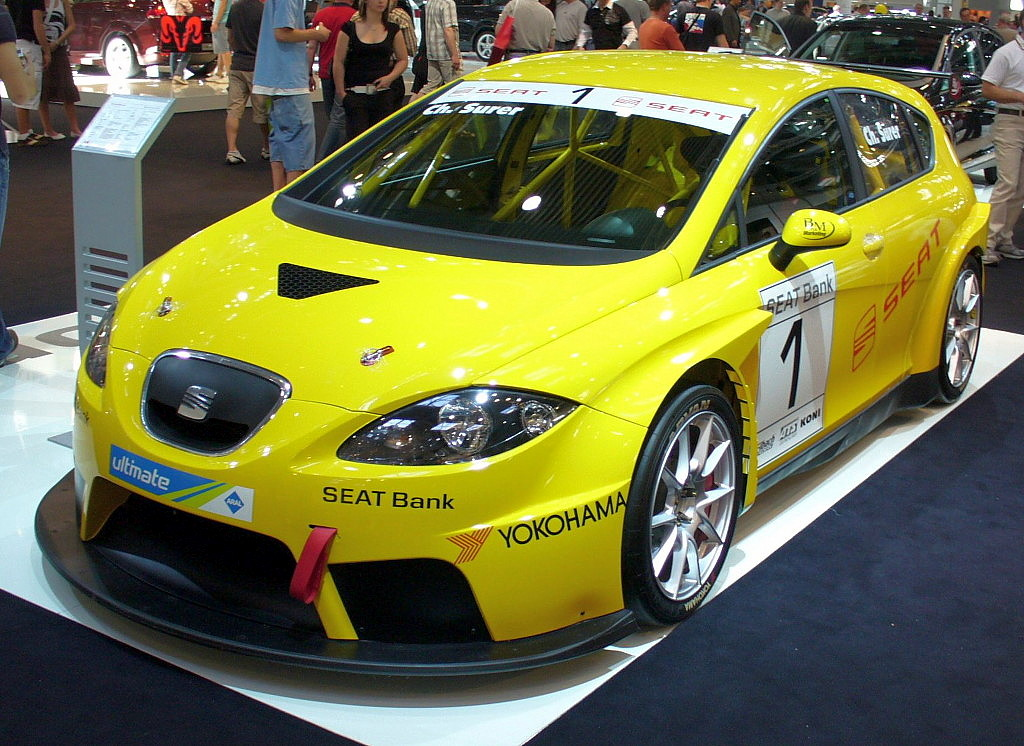
La segunda generación (Mk2).

SEAT León Supercopa - León Cupra R 1.8 20VT
| Motor - 4 cilindros - 5 válvulas por cilindro - Cilindrada (cc) 1781 - Diámetro / Carrera (mm) 81 / 86,4 - Relación de compresión 9,5 : 1 - Potencia máx. (kW/cv/rpm) 183 / 251 / 6300 - Par máx. (Nm/rpm) 320 / 3500 - Alimentación Inyección multipunto, turbo y doble intercooler Transmisión - Embrague Sachs cerámico específico - Caja cambios Manual 6 velocidades - Mando Recorrido más rápido (20%) - Posición ergonómica | Frenos - Pinza delantera 4 pistones - Discos delanteros 330 mm / 30 mm - Discos traseros 254 mm / 8 mm Suspensiones - Delantera McPherson regulable en altura, caída y convergencia. - Trasera Multibrazo regulable en altura, caída y convergencia - Dimensiones Longitud (mm) 4184 - Ancho (mm) 1876 - Alto (mm) 1390 - Distancia ejes(mm) 2510 - Tren delantero (mm) 1645 - Tren trasero (mm) 1505 - Peso (kg) 1030 - Neumáticos Pirelli - Llantas OZ |

### Campeones
| Año  | Campeón Absoluto         | Preparador                            |
| ---- | ------------------------ | ------------------------------------- |
| 2002 | Joan Vinyes              | Esc. Costa Brava - Equip Vinyes Dabad |
| 2003 | Luis Miguel Reyes        | Team Elías                            |
| 2004 | Marc Carol               | Team Elías                            |
| 2005 | Òscar Nogués             | Escudería Lleida - PCR Sport          |
| 2006 | Òscar Nogués             | Escudería Lleida - Racing for Belgium |
| 2007 | José Manuel Pérez-Aicart | Baporo Motorsport                     |
| 2008 | Tom Boardman             | Special Tuning UK - Triple R team     |
| 2009 | Marc Carol               | PCR Sport                             |
| 2010 | Marc Carol               | PCR Sport                             |

### Temporadas
| N.º | Piloto             | Pts |
| --- | ------------------ | --- |
| 1   | Joan Vinyes        | 180 |
| 2   | Alfredo Mostajo    | 162 |
| 3   | Luis Miguel Reyes  | 153 |
| 4   | Iñaki Goiburu      | 114 |
| 5   | Luis Carlos Maurel | 96  |
| 6   | Toni Forné         | 74  |
| 7   | Lucas Guerrero     | 62  |
| 8   | Victor Sáez        | 53  |
| 9   | Antonio Aristi     | 50  |
| 10  | Rafa Villanueva    | 37  |

| N.º | Piloto           | Pts |
| --- | ---------------- | --- |
| 1   | Òscar Nogués     | 169 |
| 2   | Álvaro Rodríguez | 159 |
| 3   | Marc Aldavert    | 131 |
| 4   | Iván Portolés    | 126 |
| 5   | Rafa Villanueva  | 102 |
| 6   | Lourenço Beirao  | 81  |
| 7   | Antonio Oriol    | 68  |
| 8   | Luis Recuenco    | 65  |
| 9   | Pedro Barral     | 57  |
| 10  | Luis Santana     | 38  |

| N.º | Piloto              | Pts |
| --- | ------------------- | --- |
| 1   | Tom Boardman        | 159 |
| 2   | Òscar Nogués        | 144 |
| 3   | Francesc Gutiérrez  | 135 |
| 4   | Marin Čolak         | 83  |
| 5   | Antonio de la Reina | 77  |
| 6   | Francisco Carvalho  | 75  |
| 7   | Toni Forné          | 75  |
| 8   | Miguel A. Freitas   | 67  |
| 9   | Lourenço Beirao     | 62  |
| 10  | Liam McMillan       | 42  |

| N.º | Piloto             | Pts |
| --- | ------------------ | --- |
| 1   | Luis Miguel Reyes  | 171 |
| 2   | Lucas Guerrero     | 135 |
| 3   | Rafa Villanueva    | 125 |
| 4   | Alfredo Mostajo    | 108 |
| 5   | Luis Carlos Maurel | 106 |
| 6   | Antonio Aristi     | 72  |
| 7   | Flavio Alonso      | 70  |
| 8   | Ivan Portolés      | 64  |
| 9   | Toni Forné         | 59  |
| 10  | Robert Ross        | 49  |

| N.º | Piloto                | Pts |
| --- | --------------------- | --- |
| 1   | Òscar Nogués          | 153 |
| 2   | Rafa Villanueva       | 108 |
| 3   | Tom Boardman          | 95  |
| 4   | Patrick Cunha         | 92  |
| 5   | Luis Miguel Reyes     | 92  |
| 6   | Francisco Carvalho    | 84  |
| 7   | Juan Antonio del Pino | 84  |
| 8   | Álvaro Rodríguez      | 83  |
| 9   | Lourenço Beirao       | 70  |
| 10  | Toni Forné            | 56  |

| N.º | Piloto              | Pts |
| --- | ------------------- | --- |
| 1   | Marc Carol          | 141 |
| 2   | Òscar Nogués        | 137 |
| 3   | Norbert Michelisz   | 124 |
| 4   | Eoin Murray         | 117 |
| 5   | Massimiliano Pedala | 85  |
| 6   | Francisco Carvalho  | 82  |
| 7   | Miguel A. Freitas   | 79  |
| 8   | Antonio de la Reina | 58  |
| 9   | Marcos de Diego     | 48  |
| 10  | David Saraiva       | 46  |

| N.º | Piloto          | Pts |
| --- | --------------- | --- |
| 1   | Marc Carol      | 163 |
| 2   | Matt Johnsson   | 138 |
| 3   | Antonio Aristi  | 110 |
| 4   | Lucas Guerrero  | 102 |
| 5   | Iván Portolés   | 102 |
| 6   | Rafa Villanueva | 100 |
| 7   | Robert Ross     | 81  |
| 8   | Alfredo Mostajo | 58  |
| 9   | Toni Forné      | 56  |
| 10  | Òscar Nogués    | 49  |

| N.º | Piloto                | Pts |
| --- | --------------------- | --- |
| 1   | José M. Pérez-Aicart  | 133 |
| 2   | Òscar Nogués          | 121 |
| 3   | Lourenço Beirao       | 88  |
| 4   | Antonio Aristi        | 85  |
| 5   | Fredy Barth           | 78  |
| 6   | Rafa Villanueva       | 77  |
| 7   | Francisco Carvalho    | 71  |
| 8   | Romain Iannetta       | 65  |
| 9   | Duarte Félix Da Costa | 45  |
| 10  | Diego Puyo            | 42  |

| N.º | Piloto              | Pts |
| --- | ------------------- | --- |
| 1   | Marc Carol          | 188 |
| 2   | Òscar Nogués        | 179 |
| 3   | Marcos de Diego     | 98  |
| 4   | Pol Rosell          | 81  |
| 5   | Pepe Oriola         | 78  |
| 6   | Norbert Kiss        | 67  |
| 7   | Álvaro Fontes       | 56  |
| 8   | Antonio de la Reina | 52  |
| 9   | David Saraiva       | 51  |
| 10  | Antonio Aristi      | 48  |

## Resto de Supercopas
Tras el estreno español en 2002 y el inicio de la Campeonato SEAT Cupra británico en 2003, en 2004 se unen ya como Supercopas las de Alemania y Turquía, formando un cuarteto  donde al finalizar la temporada se realizaba un evento especial denominado SEAT European Masters con los 4 mejores clasificados de cada copa. Tras tan sólo durar tres años, la copa turca daba paso a la Húngara, que duraría el doble gracias a su gran cultura nacional de turismos. En 2009 se inició la copa italiana, siendo un caso único en las supercopas ya que permitía compartir el coche. En 2010 Francia estrenó la suya, y la última fue la Mexicana bajo el nombre de Super Copa Telcel, donde dominó Ricardo Pérez de Lara campeonando en sus tres ediciones.
Campeones
| Año  | Reino Unido      | Alemania         | Turquía               | Hungría                     | Italia                | Francia | México |
| ---- | ---------------- | ---------------- | --------------------- | --------------------------- | --------------------- | ------- | ------ |
| 2003 | Robert Huff      |                  |                       |                             |                       |         |        |
| 2004 | James Pickford   | Sebastian Stahl  | Mert Aytuğ            |                             |                       |         |        |
| 2005 | Tom Boardman     | Thomas Marschall | Ahmet Atay            |                             |                       |         |        |
| 2006 | Mat Jackson      | Florian Gruber   | Mert Aytuğ            |                             |                       |         |        |
| 2007 | Jonathan Adam    | Thomas Marschall |                       | Norbert Kiss                |                       |         |        |
| 2008 | Jonathan Adam    | Nicki Thiim      | Norbert Kiss          | Roberto Russo               |                       |         |        |
| 2009 |                  | Thomas Marschall | Norbert Michelisz     | Luca Trevisol Matteo Zucchi |                       |         |        |
| 2010 | Andreas Simonsen | Miklos Kazar     | Simone Iacone         | Julien Briche               |                       |         |        |
| 2011 | Elia Erhart      | Norbert Kiss     |                       | Gaël Castelli               | Ricardo Pérez de Lara |         |        |
| 2012 |                  | Norbert Nagy     | Jimmy Antunes         | Ricardo Pérez de Lara       |                       |         |        |
| 2013 |                  |                  | Ricardo Pérez de Lara |                             |                       |         |        |

## Eurocopa
La SEAT León Eurocup comenzó en 2008, debutando en el Circuit Ricardo Tormo, como categoría de soporte del Campeonato del Mundo de Turismos, en donde (en ese momento) SEAT era el constructor líder. Los organizadores ofrecieron un premio para el máximo anotador de puntos de cada fin de semana de carrera, con la oportunidad de competir con un SEAT León TFSI en la siguiente ronda del WTCC para la escudería SUNRED. El ganador del campeonato podría participar en el evento único de la Copa Europea de Turismos en un SEAT preparado también por SUNRED.
Tras tres años de pausa, a finales de 2013 y tras terminar la última Supercopa SEAT nacional, SEAT Sport anunció que la SEAT León Eurocup se reiniciaría a partir de 2014 con un nuevo coche más potente. La serie se disputaría en circuitos europeos, acompañando al International GT Open y los fines de semana se componían de dos carreras sprint de entre 50 y 60 km. Antes de estas, dos sesiones de entrenamientos libres de 30 minutos y una sesión de calificación de 30 minutos que determinaba la parrilla para la primera carrera. La parrilla para la segunda carrera estaba determinada por los resultados de la primera carrera.
Campeones
| Año       | Campeón Absoluto  | Escudería         |
| --------- | ----------------- | ----------------- |
| 2008      | Òscar Nogués      | SUNRED            |
| 2009      | Norbert Michelisz | Zengő Motorsport  |
| 2010      | Gábor Wéber       | Zengő Motorsport  |
| 2011–2013 | No celebrado      | No celebrado      |
| 2014      | Pol Rosell        | Baporo Motorsport |
| 2015      | Pol Rosell        | Baporo Motorsport |
| 2016      | Niels Langeveld   | Baporo Motorsport |